# Kösching
Kösching è un comune-mercato di 9 994 abitanti, situato nel Land tedesco della Baviera.

## Storia
Fu sede di un forte romano di truppe ausiliarie dall'epoca di Tito (attorno all'80 d.C.).